# Própolis vermelha

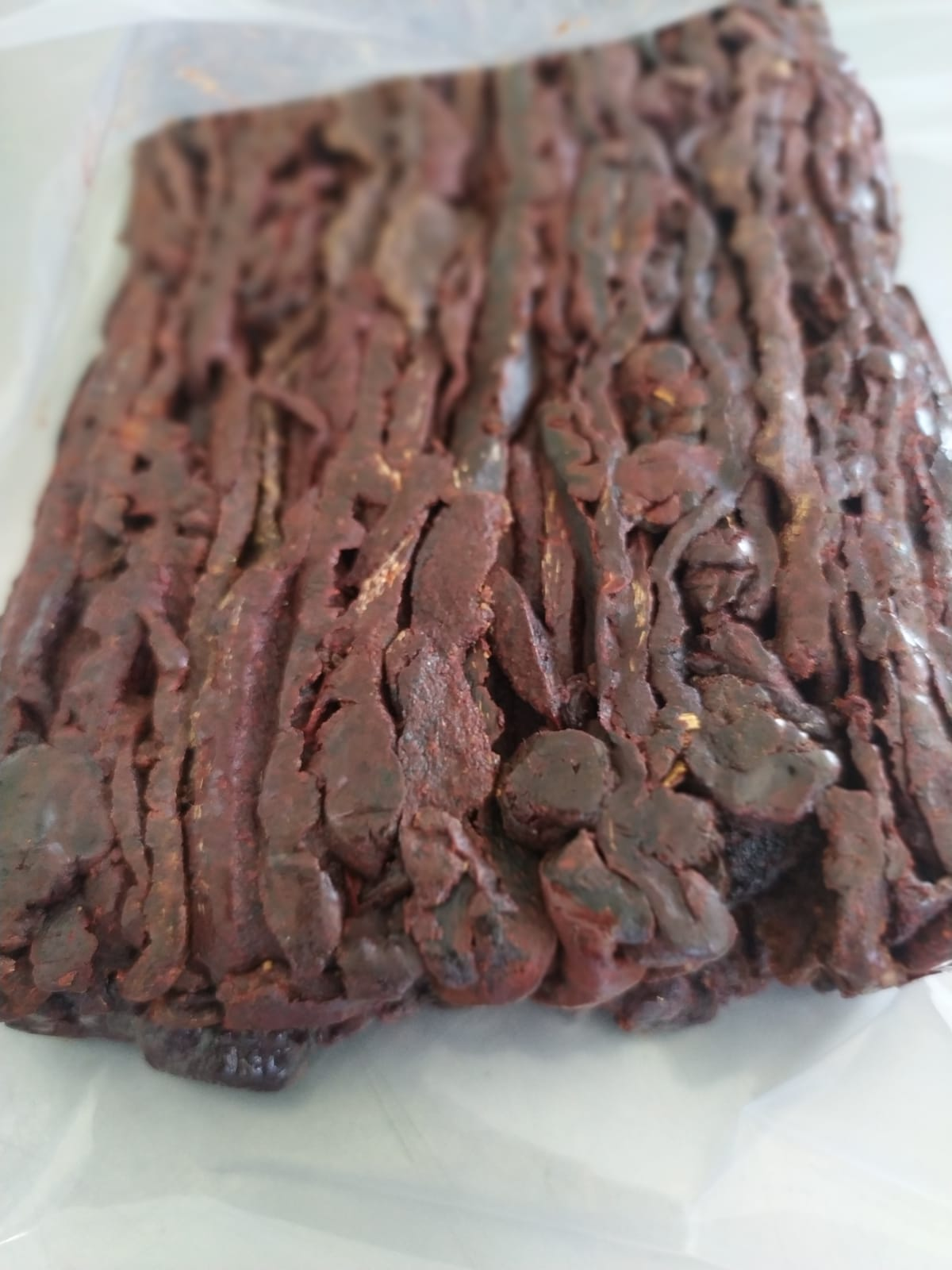
Própolis Vermelha Bruta.

A própolis vermelha é um produto apícola de alto valor medicinal e econômico, obtido a partir da resina de plantas específicas que as abelhas coletam para selar, proteger e higienizar suas colmeias. Este tipo de própolis é especialmente notável por sua coloração avermelhada, atribuída à presença de compostos químicos exclusivos. No Brasil, Canavieiras, na Bahia, destaca-se como o maior produtor nacional de própolis vermelha, consolidando-se como um polo de referência na apicultura.

## Características da Própolis Vermelha

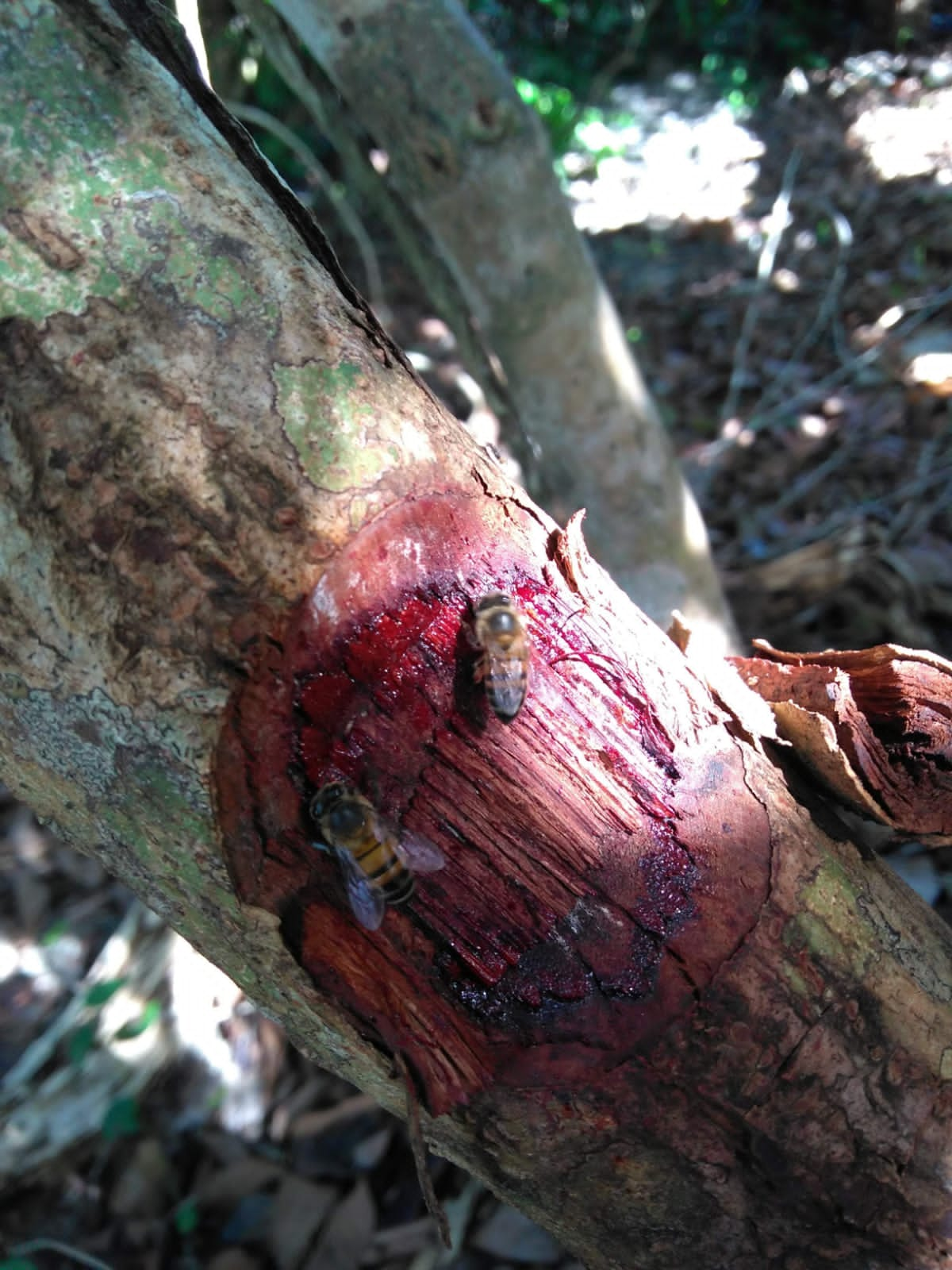
Rabo de Bugio

A própolis vermelha possui uma composição química única, sendo rica em flavonoides, neoflavonoides, isoflavonas, terpenos e compostos fenólicos. Esses elementos conferem propriedades antioxidantes, anti-inflamatórias, antimicrobianas e anticancerígenas, tornando-a um tipo valioso para uso medicinal. Sua coloração distinta provém principalmente das resinas coletadas de espécies vegetais como o Dalbergia ecastaphyllum, um arbusto associado a manguezais popularmente conhecido como rabo-de-bugio.

### Propriedades Medicinais
Estudos científicos indicam que a própolis vermelha pode:
- Combater infecções bacterianas, virais e fúngicas.
- Reduzir inflamações crônicas.
- Proteger o organismo contra o estresse oxidativo.
- Ajudar na prevenção de doenças como câncer e diabetes.
- Fortalecer o sistema imunológico.

## Compostos Fenólicos
Os compostos fenólicos presentes na própolis vermelha são classificados em três grupos principais: isoflavonoides, benzofenonas e ácidos fenólicos.compostos fenólicos na própolis vermelha, organizados em três classes principais:
A sinergia entre esses grupos explica propriedades multifuncionais, como a capacidade de inibir simultaneamente a ciclooxigenase-2 (COX-2) e a transcrição do NF-κB, mecanismo crítico na resposta anti-inflamatória.

### Produção no Brasil e em Canavieiras

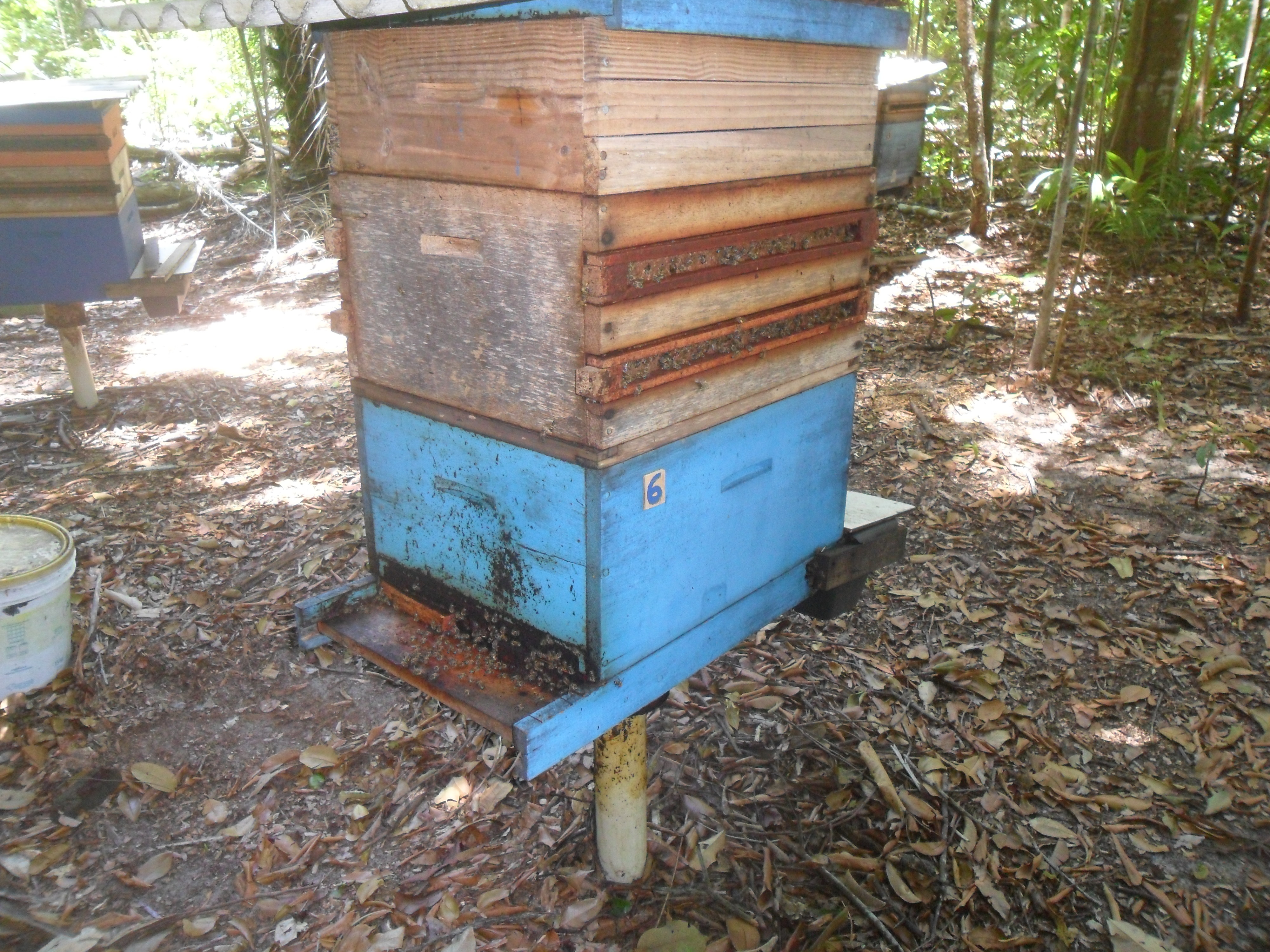
Colmeia com coletor de própolis.

O Brasil é um dos maiores produtores e exportadores mundiais de própolis, com destaque para a própolis vermelha, que tem como principal berço a cidade de Canavieiras, no litoral sul da Bahia.

### Canavieiras: Capital da Própolis Vermelha
A cidade de Canavieiras se beneficia de um ecossistema único, composto por manguezais, restingas e matas nativas, que oferecem as condições ideais para a coleta da resina pelas abelhas. Esse ambiente natural, aliado ao trabalho de apicultores locais, posiciona Canavieiras como a maior produtora de própolis vermelha do Brasil.
Canavieiras, na Bahia, é o maior produtor de própolis vermelha no Brasil.
Além da produção em larga escala, a cidade também lidera em inovação e sustentabilidade no manejo apícola. Os produtores locais têm investido em práticas que asseguram a preservação ambiental, a qualidade do produto e o fortalecimento da economia regional.

## Exportação e Mercado Global
A própolis vermelha é altamente valorizada no mercado internacional, sendo exportada para países como Japão, Estados Unidos e Alemanha. Seu uso abrange indústrias farmacêuticas, cosméticas e de alimentos funcionais.
Canavieiras desempenha um papel central nesse cenário, não apenas pela quantidade, mas também pela qualidade do produto. Muitos apicultores da região seguem padrões rigorosos de beneficiamento e controle de qualidade, atendendo às exigências do mercado externo.
A própolis vermelha é amplamente exportada para países da Europa e Ásia.

## Reconhecimento Científico e Cultural
Pesquisas conduzidas por universidades brasileiras e internacionais destacam a própolis vermelha como uma das mais promissoras em termos de aplicações terapêuticas. Além disso, Canavieiras tem ganhado visibilidade em eventos apícolas e feiras internacionais, reforçando sua posição de destaque.
No âmbito cultural, a própolis vermelha tem se tornado um símbolo da identidade local, com iniciativas que promovem o turismo apícola e o consumo consciente de produtos naturais.
Para a exportação de própolis, existem normas específicas regulamentadas pelo Ministério da Agricultura, Pecuária e Abastecimento (MAPA).